# اسماعیل عثمانلی
اسماعیل عثمان‌اوغلو عثمانلی (ترکی آذربایجانی: İsmayıl Osman oğlu Osmanlı; ۱۹۰۲، نوحه - ۱۹۷۸، باکو) بازیگر آذربایجانی تئاتر و سینمای اتحاد جماهیر شوروی بود. از فیلم‌هایی که وی در آنها ایفای نقش کرده‌است می‌توان به فیلم در باکو باد می‌وزد اشاره نمود.

## جوایز
- هنرمند خلق اتحاد جماهیر شوروی (۱۹۷۴).